# Pipistrellus maderensis
 (avril 2024).
Espèce
Synonymes
- Vesperugo maderensis Dobson, 1878 (protonyme)

Statut de conservation UICN

ENB2ab(iii) : En danger
Pipistrellus maderensis est une espèce de chauve-souris de la famille des Vespertilionidae, parfois considérée comme sous-espèce de Pipistrellus kuhlii.

## Répartition

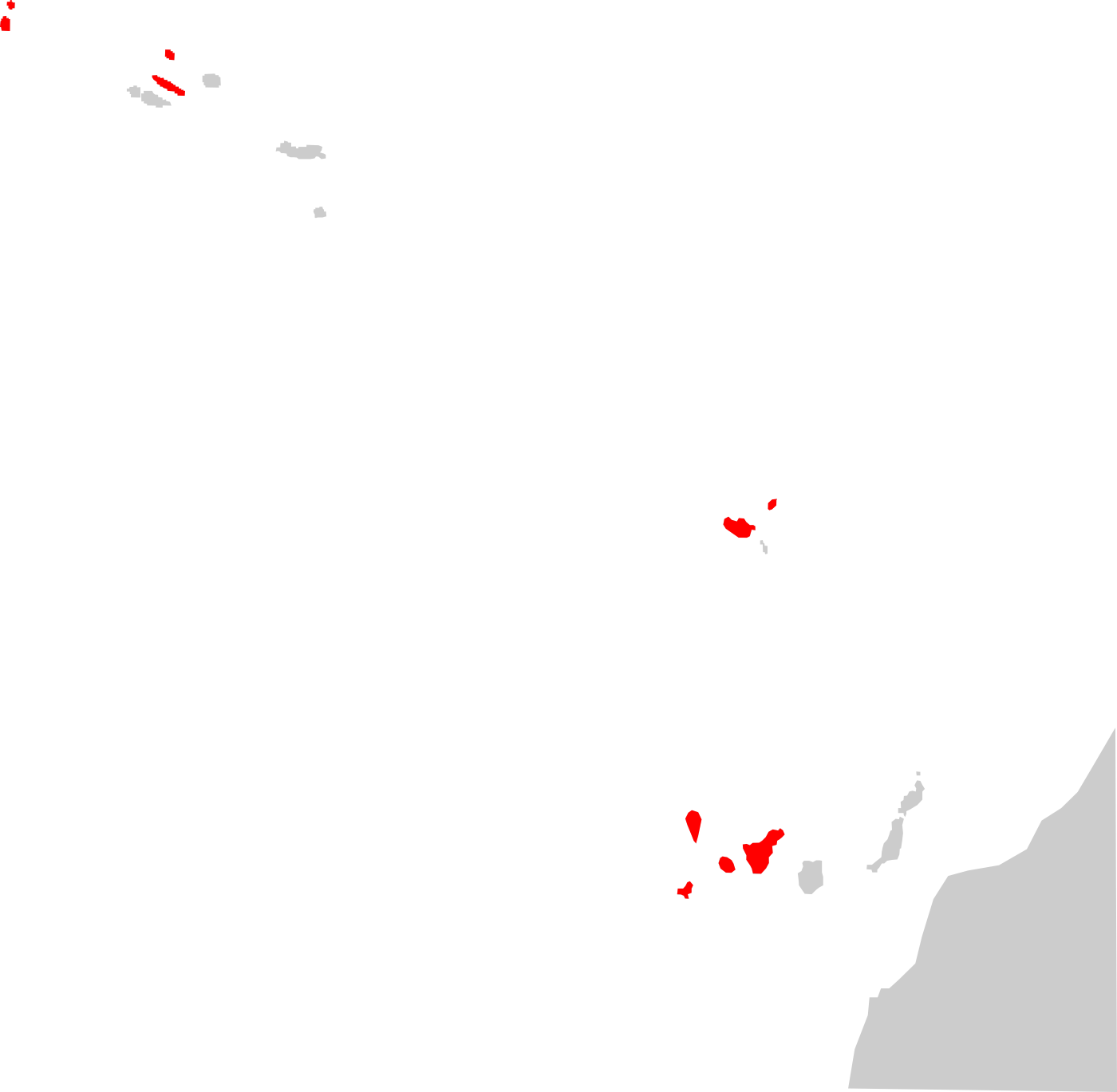
Distribution

Cette espèce est endémique à Madère (Madeira, Porto Santo) et à l'Ouest des îles Canaries (La Palma, La Gomera, El Hierro, Tenerife). Les pipistrelles trouvées aux Açores (Santa Maria, Flores, Corvo, Graciosa, San Jorge) appartiennent probablement à cette espèce. On les trouve au niveau de la mer jusqu'à 2150 m dans les îles Canaries, bien qu'elles préfèrent les basses terres de Madère.

## Publication originale
- Dobson, 1878 : Catalogue of the Chiroptera in Collection of British Museum. British Museum of Natural History, London, p. 1-567

## Habitat et écologie
La Pipistrelle de Madère (Pipistrellus maderensis) se nourrit dans divers habitats, comme les habitats aquatiques, les bois et les terres agricoles. Elle se nourrit d'insectes volants, notamment de petits papillons de nuit et de diptères. Des colonies de reproduction ont été trouvées dans les crevasses des falaises et sous les toits des maisons, ainsi que dans les nichoirs. Les sites de repos comprennent les crevasses rocheuses, les nichoirs et les crevasses dans les bâtiments. Elle est souvent associée aux établissements humains, bien que, contrairement à Pipistrellus pipistrellus (présente en Espagne continentale), elle ait tendance à ne pas être trouvée dans les parcs, les jardins et les avenues bordées d'arbres dans les zones urbaines des îles Canaries.
Ses types d'habitat de prédilection restent les forêts et les zones humides.
La durée d'une génération est de 5,2 ans.

### Population
À Madère et les îles associées, elle est abondante, mais très rare à Porto Santo. 
La population totale est estimée à moins de 1000 individus et la dynamique des populations est inconnue. 
Aux îles Canaries, elle est relativement commune et est la chauve-souris la plus fréquemment signalée sur toutes les îles d'occurrence. Bien qu'aucune chauve-souris ne soit abondante sur les îles, la taille et la tendance de la population n'ont pas été quantifiées. Il est à noter que des déclins soient tout de même soupçonnés en raison de menaces telles que la perte et la dégradation des habitats, l'utilisation de pesticides et la perturbation et la destruction des gîtes. 
Aux Açores, les chauves-souris sont rares ou très rares sur toutes les îles d'occurrence, et le nombre total d'individus est probablement inférieur à 300. La tendance actuellement de la population est décroissante avec un nombre d'individus matures évalué entre 1 et 999. La population est fortement fragmentée et un déclin des individus matures semble prévu.

## La Pipistrelle de Madère et l'Homme

### Informations sur l'évaluation
L'espèce est limitée à quelques îles des Canaries et des îles de Madère (et éventuellement des Açores). La population compte moins de 1000 individus et on soupçonne qu'elle est en déclin en raison de la perte d'habitat, de l'utilisation de pesticides agricoles et de la perturbation des dortoirs. Cette espèce est également sensiblement fragmentée. Elle est évaluée En danger (B2ab(iii)) sur la liste rouge de l'UICN depuis le 3 février 2023.

### Habitat menacé
La restauration des bâtiments, couvrant les fissures où elle se perche, est une menace pour l'espèce. Les pluviomètres attirent des dizaines de chauves-souris qui y sont piégées et meurent. La perte d'habitat naturel peut être une menace, bien que l'espèce soit apparemment adaptée aux habitats artificiels. L'utilisation de pesticides agricoles peut être un problème, et la perturbation des dortoirs dans les bâtiments peut également être préoccupante.

### Mesures de conservation
L'espèce est protégée par la Convention de Berne et incluse dans l'annexe IV de la Directive 92/43/CEE du Conseil des communautés européennes concernant la conservation des habitats naturels, de la faune et de la flore sauvage datant du 21 mai 1992. Rainho et Palmeirim (2002) ont proposé les actions suivantes : identification, protection et surveillance des gîtes ; préservation et restauration des habitats naturels, réduction de l'utilisation des pesticides ; et étude de la biologie, de l'écologie, de la génétique et de la systématique de l'espèce. Trujillo (2002) recommande en outre, une campagne de sensibilisation du public visant à réduire la perturbation des colonies de reproduction dans les maisons privées.